# Eugeniusz Zenderowski
Eugeniusz Zenderowski (ur. 1 stycznia 1922 w Sosnowcu, zm. 14 lutego 1979) – polski żużlowiec.

## Życiorys
Startował w rozgrywkach o drużynowe mistrzostwo Polski, reprezentując barwy klubów warszawskich: Skra-Związkowiec Warszawa (1949), Związkowiec Warszawa (1950), Budowlani Warszawa (1951–1956), w 1949 r. zdobywając srebrny medal DMP.
Dwukrotnie uczestniczył w finałach indywidualnych mistrzostw Polski: w 1949 r. w Lesznie zdobył srebrny medal, natomiast w 1951 r. we Wrocławiu zajął X miejsce.
W 1949 r. zajął II miejsce (za Alfredem Smoczykiem) w indywidualnym turnieju w Grudziądzu, wystąpił w międzynarodowym meczu pomiędzy reprezentacją Polski Północnej a Rotterdamem (zakończonym zwycięstwem Polski w stosunku 60–53) oraz zwyciężył w turnieju "Rewia Asów" w Bytomiu. Był również reprezentantem Polski w międzypaństwowym meczu przeciwko Szwecji, który rozegrany został 12 czerwca 1949 r. w Warszawie (w meczu zakończonym zwycięstwem Szwecji w stosunku 105–49 zdobył 6 punktów w 3 biegach).